# Venezolanische Fußballnationalmannschaft der Frauen
Die venezolanische Fußballnationalmannschaft der Frauen repräsentiert Venezuela im internationalen Frauenfußball. Die Nationalmannschaft ist dem Fußballverband von Venezuela unterstellt und wird von José Catoya trainiert.
Venezuela und Kolumbien waren die ersten Länder in Südamerika, die ein Frauenfußballländerspiel austrugen. Am 13. Juli 1966 verlor die venezolanische Mannschaft gegen Kolumbien in Caracas mit 1:2. Das Spiel wird von der FIFA aber nicht als offizielles Länderspiel anerkannt.
Die Auswahl nahm an sieben der bisher ausgetragenen CONMEBOL Südamerikameisterschaften teil, wobei der dritte Platz 1991 der bisher größte „Erfolg“ war als nur drei Mannschaften teilnahmen. 2018 verpasste die Mannschaft nur knapp die Finalrunde, als sie nach dem ersten Sieg gegen Ecuador und dem höchsten Sieg gegen Bolivien, zunächst gegen Brasilien und dann gegen die punktgleichen Argentinierinnen verlor, gegen die sie bei diesem Turnier erstmals spielten.
An einer Weltmeisterschaft bzw. an den Olympischen Spielen hat die Auswahl von Venezuela bisher noch nicht teilgenommen. Venezuela spielte bis 2006 nur gegen die anderen südamerikanischen Länder. Nach zweieinhalb Jahren Länderspielpause fanden 2009 erstmals Spiele gegen die mittelamerikanischen Länder Kuba und Mexiko statt. Dabei gelang beim 6:0 gegen Kuba der bis 2018 höchste Sieg. Die ersten Heimspiele fanden Ende Juli/Anfang August 2010 statt. Dabei spielte Venezuela gegen Guatemala, Trinidad und Tobago, Nicaragua, Haiti und Puerto Rico.

## Turnierbilanz

### Weltmeisterschaft
| - 1991: nicht qualifiziert - 1995: nicht teilgenommen - 1999: nicht qualifiziert - 2003: nicht qualifiziert - 2007: nicht qualifiziert | - 2011: nicht qualifiziert - 2015: nicht qualifiziert - 2019: nicht qualifiziert - 2023: nicht qualifiziert |

### Südamerikameisterschaft
| - 1991: Dritter (von 3) - 1995: nicht teilgenommen - 1998: Vorrunde - 2003: nicht für die Endrunde qualifiziert - 2006: Vorrunde | - 2010: Vorrunde - 2014: Vorrunde - 2018: Vorrunde - 2022: Sechster - 2025: Vorrunde |

### Olympische Spiele
| - 1996: nicht qualifiziert - 2000: nicht qualifiziert - 2004: nicht qualifiziert - 2008: nicht qualifiziert - 2012: nicht qualifiziert | - 2016: nicht qualifiziert - 2020: nicht qualifiziert - 2024: nicht qualifiziert - 2028: nicht qualifiziert |